# In Her Skin
In Her Skin (também conhecido como I Am You) é um filme australiano de 2009, dos gêneros drama e suspense, escrito e dirigido por Simone North.

## Sinopse
O filme é baseado na história verdadeira de uma adolescente australiana que desapareceu e foi encontrada mais tarde, após ter sido assassinada por sua colega. A história é contada do ponto de vista dos pais e também do ponto de vista da assassina, que está observando para assumir uma nova identidade depois de seu crime.

## Elenco
- Kate Bell como Rachel Barber uma adolescente  australiana de 15 anos que desapareceu em Melbourne em 1999[1]
- Guy Pearce como Mike Barber, pai de Rachel
- Miranda Otto como Elizabeth Barber, mãe de Rachel
- Ruth Bradley como Caroline Reid Robertson, ex-babá de Rachel
- Sam Neill como David Reid, o pai de Caroline
- Khan Chittenden como Manni, o namorado de Rachel
- Recca Gibney como Gail, a mãe de Caroline
- Tori Forrest como Heath (9 anos)